# Élections législatives de 1910 en Ille-et-Vilaine
Les élections législatives en Ille-et-Vilaine ont lieu les dimanches 24 avril 1910 et 8 mai 1910. 
Elles ont pour but d'élire les 8 députés représentant le département à la Chambre des députés pour un mandat de quatre années.

## Élections partielles durant le précédent mandat
- Pas d'élection partielle d'organisée durant le mandat 1906-1910.

## Mode de scrutin
L'élection se fait au scrutin d'arrondissement, soit un mode uninominal majoritaire à deux tours.
La circonscription pour l'élection est l'arrondissement.
Le scrutin est individuel, chaque arrondissement élisant un député.
Les arrondissements qui ont plus de cent mille habitants sont divisés. Dans ce cas on élit un député par circonscription électorale.
L'article 18 précise qu'il faut réunir pour être élu au premier tour :
1. La majorité absolue des suffrages exprimés ;
2. Un nombre de suffrages égal au quart des électeurs inscrits.

Au deuxième tour la majorité relative suffit. En cas d'égalité c'est le plus âgé qui est élu.

## Députés sortants
| Députés | Députés                           | Parti                        | Fonctions lors de l'élection en 1910 |
| ------- | --------------------------------- | ---------------------------- | --- |
|         | René Le Hérissé                   | Gauche démocratique          | Vice-président du Conseil général, conseiller de Rennes-Sud-Est. Ancien Lieutenant, Propriétaire.                                           |
|         | Robert Surcouf                    | Gauche démocratique          | Conseiller d'arrondissement de Châteauneuf-d'Ille-et-Vilaine, maire de Plerguer. Armateur, Propriétaire agricole, châtelain du Haut-Mesnil. |
|         | Charles Guernier                  | Gauche démocratique          | Pas d'autres mandats. Avocat, Professeur de Droit à l'Université de Lille.                                                                  |
|         | René Brice                        | Progressiste                 | Président du Conseil Général, conseiller de Sel-de-Bretagne. Avocat, Propriétaire agricole.                                                 |
|         | Alexandre Lefas                   | Progressiste-Action libérale | Pas d'autres mandats. Avocat, Propriétaire agricole.                                                                                        |
|         | Étienne Pinault                   | Action libérale              | Conseiller général de Montfort. Avocat, Propriétaire agricole.                                                                              |
|         | Maurice de Poulpiquet du Halgouët | Conservateur                 | Conseiller général de Redon, maire de Renac. Ancien Lieutenant, Propriétaire agricole.                                                      |
|         | Olivier Le Gonidec de Traissan    | Conservateur                 | Pas d'autres mandats. Ancien Zouave pontifical, Propriétaire agricole, châtelain du Château de la Baratière.                                |

## Résultats par arrondissement

### Arrondissement de Fougères
Fougères regroupe tous les cantons de l'arrondissement.
| Candidats      | Candidats         | Étiquette                    | Premier tour | Premier tour |
| Candidats      | Candidats         | Étiquette                    | Voix         | %            |
| -------------- | ----------------- | ---------------------------- | ------------ | ------------ |
|                | Alexandre Lefas * | Progressiste-Action libérale | 11 588       | 53,90        |
|                | Émile Ferron      | Gauche radicale              | 8 477        | 39,43        |
|                | Étienne Gourdin   | SFIO                         | 984          | 4,58         |
|                | Vital Cosset      | Rép.G                        | 446          | 2,07         |
|                | René Bagot        | Fantaisiste                  | 8            | 0,04         |
|                |                   |                              |              |              |
| Inscrits       | Inscrits          | Inscrits                     | 24 871       | 100,00       |
| Votants        | Votants           | Votants                      | 21 652       | 87,06        |
| Abstention     | Abstention        | Abstention                   | 3 219        | 12,94        |
| Blancs et nuls | Blancs et nuls    | Blancs et nuls               | 151          | 0,70         |
| Exprimés       | Exprimés          | Exprimés                     | 21 501       | 99,30        |

*sortant

### Arrondissement de Montfort
Montfort regroupe tous les cantons de l'arrondissement.
- Étienne Pinault (Action libérale), élu depuis 1906, ne se représente pas.

| Candidats      | Candidats                     | Étiquette       | Premier tour | Premier tour |
| Candidats      | Candidats                     | Étiquette       | Voix         | %            |
| -------------- | ----------------------------- | --------------- | ------------ | ------------ |
|                | André Porteu de la Morandière | Action libérale | 7 736        | 53,22        |
|                | Émile Beauchef                | ARD             | 6 801        | 46,78        |
|                |                               |                 |              |              |
| Inscrits       | Inscrits                      | Inscrits        | 16 861       | 100,00       |
| Votants        | Votants                       | Votants         | 14 783       | 87,68        |
| Abstention     | Abstention                    | Abstention      | 2 078        | 12,32        |
| Blancs et nuls | Blancs et nuls                | Blancs et nuls  | 246          | 1,66         |
| Exprimés       | Exprimés                      | Exprimés        | 14 537       | 98,34        |

### Arrondissement de Redon
Redon regroupe tous les cantons de l'arrondissement.
| Candidats      | Candidats                           | Étiquette      | Premier tour | Premier tour |
| Candidats      | Candidats                           | Étiquette      | Voix         | %            |
| -------------- | ----------------------------------- | -------------- | ------------ | ------------ |
|                | Maurice de Poulpiquet du Halgouët * | Conservateur   | 13 911       | 71,16        |
|                |                                     |                |              |              |
| Inscrits       | Inscrits                            | Inscrits       | 26 356       | 100,00       |
| Votants        | Votants                             | Votants        | 19 548       | 74,17        |
| Abstention     | Abstention                          | Abstention     | 6 808        | 25,83        |
| Blancs et nuls | Blancs et nuls                      | Blancs et nuls | 5 095        | 26,06        |
| Exprimés       | Exprimés                            | Exprimés       | 14 453       | 73,94        |

*sortant

### Arrondissement de Rennes

#### 1recirconscription
Rennes-1 regroupe les cantons de Rennes-Nord-Ouest, Rennes-Nord-Est, Rennes-Sud-Ouest et de Rennes-Sud-Est.
| Candidats      | Candidats         | Étiquette           | Premier tour | Premier tour |
| Candidats      | Candidats         | Étiquette           | Voix         | %            |
| -------------- | ----------------- | ------------------- | ------------ | ------------ |
|                | René Le Hérissé * | Gauche démocratique | 9 159        | 51,60        |
|                | Adrien Lecoq      | Action libérale     | 6 584        | 37,10        |
|                | Eugène Leprince   | SFIO                | 1 901        | 10,71        |
|                | Émile Verdier     | Fantaisiste         | 99           | 0,56         |
|                |                   |                     |              |              |
| Inscrits       | Inscrits          | Inscrits            | 25 165       | 100,00       |
| Votants        | Votants           | Votants             | 18 100       | 71,93        |
| Abstention     | Abstention        | Abstention          | 7 065        | 28,07        |
| Blancs et nuls | Blancs et nuls    | Blancs et nuls      | 351          | 1,94         |
| Exprimés       | Exprimés          | Exprimés            | 17 749       | 98,06        |

*sortant

#### 2ecirconscription
Rennes-2 regroupe les cantons de Châteaugiron, Hédé, Janzé, Liffré, Mordelles et de Saint-Aubin-d'Aubigné.
| Candidats      | Candidats      | Étiquette      | Premier tour | Premier tour |
| Candidats      | Candidats      | Étiquette      | Voix         | %            |
| -------------- | -------------- | -------------- | ------------ | ------------ |
|                | René Brice *   | Progressiste   | 13 111       | 93,90        |
|                |                |                |              |              |
| Inscrits       | Inscrits       | Inscrits       | 17 694       | 100,00       |
| Votants        | Votants        | Votants        | 13 963       | 78,91        |
| Abstention     | Abstention     | Abstention     | 3 731        | 21,09        |
| Blancs et nuls | Blancs et nuls | Blancs et nuls | 827          | 5,92         |
| Exprimés       | Exprimés       | Exprimés       | 13 136       | 94,08        |

*sortant

### Arrondissement de Saint-Malo

#### 1recirconscription
Saint-Malo-1 regroupe les cantons de Saint-Malo, Cancale, Dol-de-Bretagne, Pleine-Fougères.
| Candidats      | Candidats          | Étiquette               | Premier tour | Premier tour |
| Candidats      | Candidats          | Étiquette               | Voix         | %            |
| -------------- | ------------------ | ----------------------- | ------------ | ------------ |
|                | Charles Guernier * | Gauche démocratique-ARD | 8 597        | 62,45        |
|                | Pierre Ménard      | Rép.G                   | 5 090        | 36,98        |
|                | Charles Le Petit   | Soc. ind                | 85           | 0,62         |
|                | Charles Termelet   | Anarchiste              | 4            | 0,03         |
|                |                    |                         |              |              |
| Inscrits       | Inscrits           | Inscrits                | 17 560       | 100,00       |
| Votants        | Votants            | Votants                 | 13 965       | 79,53        |
| Abstention     | Abstention         | Abstention              | 3 595        | 20,47        |
| Blancs et nuls | Blancs et nuls     | Blancs et nuls          | 199          | 1,42         |
| Exprimés       | Exprimés           | Exprimés                | 13 766       | 98,58        |

*sortant

#### 2ecirconscription
Saint-Malo-2 regroupe les cantons de Châteauneuf-d'Ille-et-Vilaine, Combourg, Pleurtuit, Tinténiac et de Saint-Servan.
| Candidat       | Candidat         | Étiquette               | Premier tour | Premier tour |
| Candidat       | Candidat         | Étiquette               | Voix         | %            |
| -------------- | ---------------- | ----------------------- | ------------ | ------------ |
|                | Robert Surcouf * | Gauche démocratique-ARD | 9 718        | 94,01        |
|                | Jules Chauvé     | Soc. ind                | 452          | 4,37         |
|                | Julien Tertre    | Gauche radicale         | 163          | 1,58         |
|                |                  |                         |              |              |
| Inscrits       | Inscrits         | Inscrits                | 18 538       | 100,00       |
| Votants        | Votants          | Votants                 | 12 599       | 67,96        |
| Abstention     | Abstention       | Abstention              | 5 939        | 32,04        |
| Blancs et nuls | Blancs et nuls   | Blancs et nuls          | 2 262        | 17,95        |
| Exprimés       | Exprimés         | Exprimés                | 10 337       | 82,05        |

*sortant

### Arrondissement de Vitré
Vitré regroupe tous les cantons de l'arrondissement.
| Candidats      | Candidats                        | Étiquette      | Premier tour | Premier tour |
| Candidats      | Candidats                        | Étiquette      | Voix         | %            |
| -------------- | -------------------------------- | -------------- | ------------ | ------------ |
|                | Olivier Le Gonidec de Traissan * | Conservateur   | 12 240       | 79,50        |
|                |                                  |                |              |              |
| Inscrits       | Inscrits                         | Inscrits       | 20 295       | 100,00       |
| Votants        | Votants                          | Votants        | 15 396       | 75,86        |
| Abstention     | Abstention                       | Abstention     | 4 899        | 24,14        |
| Blancs et nuls | Blancs et nuls                   | Blancs et nuls | 3 009        | 19,54        |
| Exprimés       | Exprimés                         | Exprimés       | 12 387       | 80,46        |

*sortant

## Députés élus
| Députés | Députés                           | Parti                               | Fonctions lors de l'élection en 1910 |
| ------- | --------------------------------- | ----------------------------------- | --- |
|         | René Le Hérissé                   | Gauche démocratique-Gauche radicale | Vice-président du Conseil général, conseiller de Rennes-Sud-Est. Ancien Lieutenant, Propriétaire.                                           |
|         | Robert Surcouf                    | Gauche démocratique-ARD             | Conseiller d'arrondissement de Châteauneuf-d'Ille-et-Vilaine, maire de Plerguer. Armateur, Propriétaire agricole, châtelain du Haut-Mesnil. |
|         | Charles Guernier                  | Gauche démocratique-ARD             | Pas d'autres mandats. Avocat, Professeur de Droit à l'Université de Lille.                                                                  |
|         | René Brice                        | Progressiste                        | Président du Conseil Général, conseiller de Sel-de-Bretagne. Avocat, Propriétaire agricole.                                                 |
|         | Alexandre Lefas                   | Progressiste-Action libérale        | Pas d'autres mandats. Avocat, Propriétaire agricole.                                                                                        |
|         | André Porteu de la Morandière     | Action libérale                     | Maire de Talensac. Propriétaire agricole.                                                                                                   |
|         | Maurice de Poulpiquet du Halgouët | Monarchiste                         | Conseiller général de Redon, maire de Renac. Ancien Lieutenant, Propriétaire agricole.                                                      |
|         | Olivier Le Gonidec de Traissan    | Monarchiste                         | Pas d'autres mandats. Ancien Zouave pontifical, Propriétaire agricole, châtelain du Château de la Baratière.                                |